# みつめる目
『みつめる目』（みつめるめ）は、NHK教育テレビジョンで1982年4月5日から1987年3月19日まで放送されていた小学校1年生・2年生向けの学校放送（教科：特別活動）である。
関連番組として、本番組を10分に編集しなおした『こどもの四季』（こどものしき）がNHK総合テレビジョンで放送されていた。これは教育テレビでも、学校が長期休暇に入っている時期に集中放送されることがあった。

## 放送時間
いずれも日本標準時。『みつめる目』は別の時間帯での再放送あり。『こどもの四季』のデータは総合テレビ基準。

### みつめる目
| 期間                          | 放送時間             |
| ----------------------------- | -------------------- |
| 1982年4月5日 - 1985年3月11日  | 月曜日 11:00 - 11:15 |
| 1985年4月11日 - 1987年3月19日 | 木曜日 10:00 - 10:15 |

### こどもの四季
| 期間                          | 放送時間             |
| ----------------------------- | -------------------- |
| 1984年4月30日 - 1986年1月15日 | 不定期放送           |
| 1986年4月9日 - 1987年4月1日   | 水曜日 17:15 - 17:25 |

## 放送リスト
| 1982年度           | 1983年度               | 1984年度           | 1985年度             | 1986年度           |
| ------------------ | ---------------------- | ------------------ | -------------------- | ------------------ |
| おうむさんおはよう | あいさつ               | かおをおぼえよう   | はなみつけた         | ごあいさつ         |
| あかしんごう       | にわとりのおやこ       | こいぬ             | おはよう8時です      | ポケット           |
| はなあそび         | のはらであそぶ         | もしもしでんわ     | こねこだいすき       | そとであそぼう     |
| おつかいのみち     | むしば                 | むしばあるかな?    | ざりがにさがし       | でかけてみよう     |
| みちばたの草       | たねまき               | さかなのいるかわ   | あかちゃんこんにちは | ねんどでつくろう   |
| あまだれ           | あめのひのかさ         | こおりだいすき     | たなばた             | かにだ!            |
| かいすいよく       | みずあそび             | およげるよ         | およげるといいな     | おばけごっこ       |
| ハロー、こんにちは | ぶたのしっぽ           | かばのひるね       | えきたんけん         | おさかな           |
| さかなのいるかわ   | いしあそび             | むしのうんどうかい | ペンギンのあし       | いなかへいく       |
| むしのおんがくかい | かいもの               | かぞく             | いもほり             | やさい             |
| とけいあそび       | ふしぎなかがみ         | おまつりのひ       | おとをつくろう       | うちのおとうさん   |
| いもほり           | きのはあつめ           | あき、みーつけた   | あきさがし           | みのりのあき       |
| おじぞうさん       | かげあそび             | どうぶつのいえ     | おつかい             | おまつり           |
| やまびこ           | おたんじょうかい       | はやおきしたら     | むしめがね           | たまご             |
| さあ おそうじだ    | おもちつき             | おふろだいすき     | うちのおばあちゃん   | すごろくづくり     |
| のりもの           | てはすばらしい         | たこあげ           | あかちゃんのたべもの | さむい日           |
| ゆきあそび         | おじいちゃんこんにちは | ちずあそび         | ことりさんおいで     | おんせんってふしぎ |
| まめまき           | ゆきのひ               | まめまき           | ゆきあそび           | どうぶつのはな     |
| おふろだいすき     | ゆうびんごつこ         | あかちゃん         | おてがみかこう       | ちいさいめみつけた |
| はるがきた         |                        | はるさがし         | はるのうた           | おおきくなったよ   |